# Alfredo Di Pietro
Alfredo Di Pietro (Junín, 23 de septiembre de 1933 – 8 de febrero de 2015) fue un abogado, profesor, juez y jurista argentino, especialista en Derecho Romano y escritor de la materia; de los más destacados de América del Sur.

## Biografía
Era hijo de inmigrantes italianos y se graduó de abogado en la Universidad Nacional de La Plata en 1958. Ejerció como particular hasta que ingresó al Poder Judicial y allí escaló puestos hasta llegar a ser nombrado Juez de Cámara. Hablaba con fluidez italiano y latín, lo que le permitió traducir al español las Institutiones de Gayo.

## Carrera
Fue profesor de la Facultad de Ciencias Jurídicas y Sociales de la UNLP desde 1961 y llegó a ser nombrado Decano. También fue profesor en la Universidad de Buenos Aires, Universidad Católica Argentina y la Universidad de Belgrano.

## Obras
- Manual de Derecho Romano (1982)
- Derecho Privado Romano (1996)
- Imperio y Derecho (2015)

## Legado
Es considerado el romanista más eminente que tuvo su país, luego de solo Dalmacio Vélez Sarsfield. Su obra Manual de Derecho Romano que escribió junto a Ángel Lapieza Elli, fue empleada desde su publicación como principal libro de estudio en la materia y lo es hasta la actualidad en todas las facultades de la Argentina.